# Festival Internacional de Cine de Mar del Plata 2021
La 36 edición del Festival Internacional de Cine de Mar del Plata se celebró del 18 al 28 de noviembre de 2021 en Mar del Plata.

## Jurados

### Jurado de la Sección Oficial
- Paz Encina
- Mitra Farahani
- Aurélie Godet
- Haden Guest
- Federico Veiroj

## Sección Oficial

### Competencia internacional
(12 películas a concurso)
| Título                                   | Director                              | País           |
| ---------------------------------------- | ------------------------------------- | -------------- |
| Petite Maman                             | Céline Sciamma                        | Francia        |
| What Do We See When We Look at the Sky ? | Alexandre Koberidze                   | Georgia        |
| The Girl and the Spider                  | Ramon y Silvan Zürcher                | Suiza          |
| Diários de Otsoga                        | Maureen Fazendeiro y Miguel Gomes     | Portugal       |
| Kim Min-young of the Report Card         | Lim Jisun                             | Corea del Sur  |
| Hit the Road                             | Panah Panahi                          | Irán           |
| Re Granchio                              | Alessio Rigo de Righi y Matteo Zoppis | Italia         |
| Espíritu sagrado                         | Chema García Ibarra                   | España         |
| Quién lo impide                          | Jonás Trueba                          | España         |
| Álbum para la juventud                   | Malena Solarz                         | Argentina      |
| Hellbender                               | John Adams, Toby Poser y Zelda Adams  | Estados Unidos |
| El Otro Tom                              | Rodrigo Plá y Laura Santullo          | México         |

## Premios
Los premios otorgados fueron los siguientes:
| Premio                            | Premiado                          | Película                                 | País                    |
| --------------------------------- | --------------------------------- | ---------------------------------------- | ----------------------- |
| Mejor película                    | Panah Panahi                      | Hit the Road                             | Irán                    |
| Premio especial del Jurado        | Alexandre Koberidze               | What Do We See When We Look at the Sky ? | Georgia                 |
| Mejor director                    | Maureen Fazendeiro y Miguel Gomes | Diários de Otsoga                        | Portugal                |
| Mejor interpretación (compartido) | Candela Recio Zelda Adams         | Quién lo impide Hellbender               | España · Estados Unidos |
| Mejor guion                       | Ramon y Silvan Zürcher            | The Girl and the Spider                  | Suiza                   |

| Predecesor: Festival Internacional de Cine de Mar del Plata 2020 | Festival Internacional de Cine de Mar del Plata 2021 | Sucesor: Festival Internacional de Cine de Mar del Plata 2022 |